# 古家鄉
古家鄉（古家公社），是四川省鄰水縣曾经下辖的一个乡。

## 沿革[1][2][3]
- 道光十四年（1834年），全縣設36場，為古家場。
- 民國4年(1915年)，因地方不靖，設5個保衛區，以維持治安。全縣共49鄉，古家鄉屬第二保衛區。
- 民國6年(1917年)，5個保衛區劃為6個區，古家鄉屬何區不詳。
- 民國24年(1935年)7月1日，將6個區合併為3個區，49個鄉鎮合併為43個鄉鎮，古家鄉屬第二區署。
- 民國29年(1940年)，實行新縣制，改3個區為4個區，將43個聯保辦公處合併為22個鄉鎮公所。石龍鄉、三教鄉、古家鄉、王家鎮合併為四興鎮。
- 1953年4月24日，三古鄉公所改置三教鄉和古家鄉人民政府。
- 1956年1月16日，兩鄉再合併為三古人民委員會。
- 1958年9月22日，三古人委改稱古家人民公社。
- 1965年7月25日，古家人民公社改稱三古人民公社。